# Catopyrops aberrans
Catopyrops aberrans är en fjärilsart som beskrevs av Henry John Elwes 1892. Catopyrops aberrans ingår i släktet Catopyrops och familjen juvelvingar. Inga underarter finns listade i Catalogue of Life.